# Carla Oberholzer
Pour les articles homonymes, voir Oberholzer.
Carla Oberholzer, née le 14 janvier 1987 à Bloemfontein, est une coureuse cycliste sud-africaine.

## Carrière
Elle obtient la médaille d'or en contre-la-montre par équipes aux Jeux africains de 2019 à Casablanca. Aux Championnats d'Afrique de cyclisme sur route 2021 au Caire, elle remporte quatre médailles d'or, en course en ligne, en contre-la-montre, en contre-la-montre par équipes et en contre-la-montre par équipes mixtes.
Sur le plan national, elle est sacrée championne d'Afrique du Sud de course en ligne en 2018.

## Palmarès
- 2018
  -  Championne d'Afrique du Sud sur route
- 2019
  -  Médaillée d'or du contre-la-montre par équipes aux Jeux africains (avec Maroesjka Matthee, Zanri Rossouw et Tiffany Keep)
- 2020
  - 2e du championnat d'Afrique du Sud sur route
  - 2e du championnat d'Afrique du Sud du contre-la-montre
- 2021
  -  Championne d'Afrique sur route
  -  Championne d'Afrique du contre-la-montre
  -  Championne d'Afrique du contre-la-montre par équipes (avec Hayley Preen, Frances Janse van Rensburg et Maroesjka Matthee)
  -  Champion d'Afrique du contre-la-montre par équipes mixtes (avec Kent Main, Gustav Basson, Ryan Gibbons, Frances Janse van Rensburg et Hayley Preen)
  - 2e du championnat d'Afrique du Sud sur route
  - 2e du championnat d'Afrique du Sud du contre-la-montre
- 2022
  -  Championne d'Afrique du Sud du contre-la-montre